# Curculigo seychellensis
Curculigo seychellensis là một loài thực vật có hoa trong họ Hypoxidaceae. Loài này được Bojer ex Baker mô tả khoa học đầu tiên năm 1877.